# Haus Gertrud
Das Haus Gertrud liegt in der Roseggerstraße 3 im Stadtteil Serkowitz der sächsischen Stadt Radebeul.
Es wurde 1907/1908 nach Plänen des Architekten Oskar Menzel durch das Serkowitzer Bauunternehmen F. W. Eisold durch den Eigentümer Wilhelm Eisold auf eigenem Grundstück errichtet.

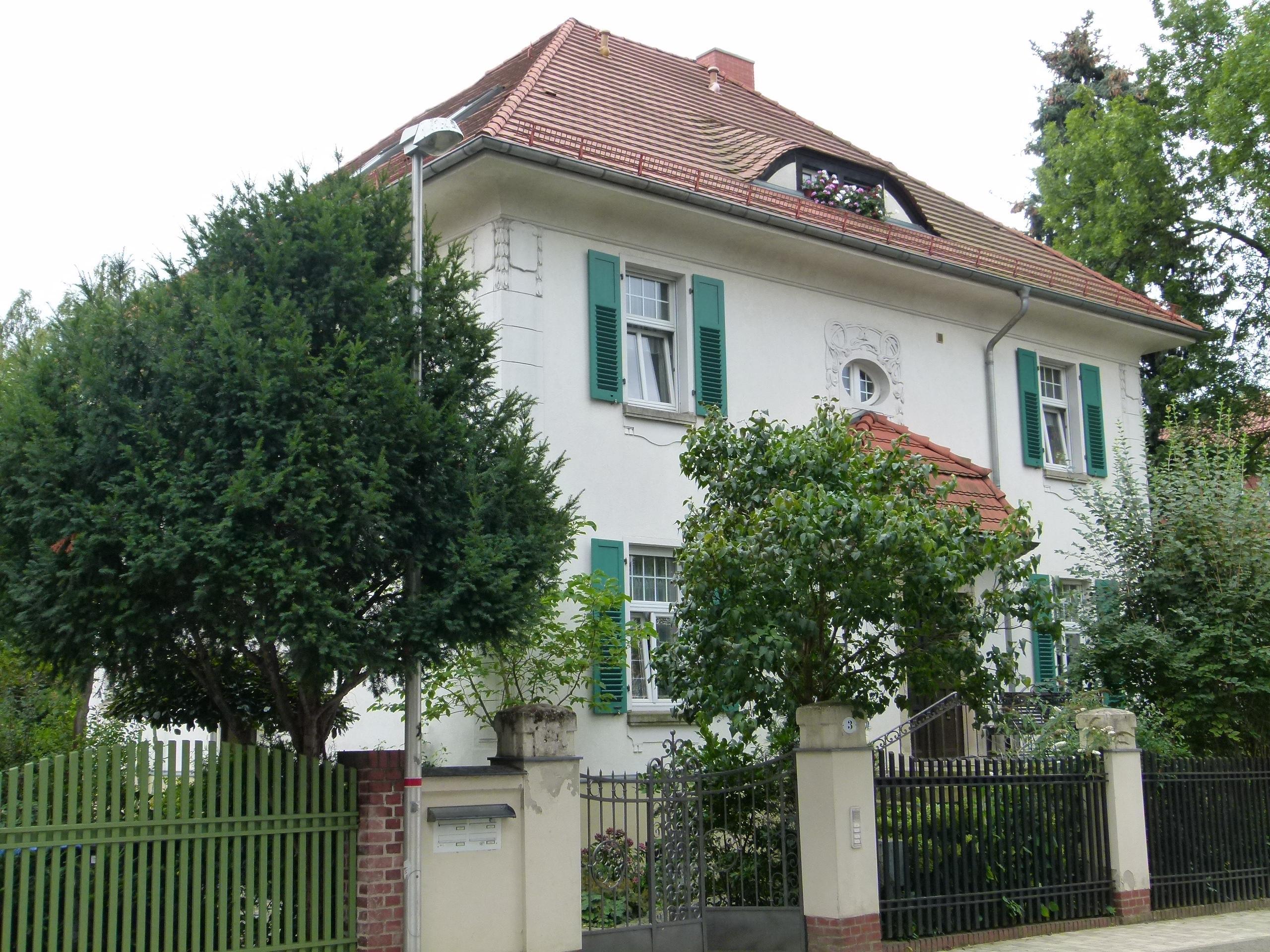
Haus Gertrud

## Beschreibung
Die zusammen mit ihrer Einfriedung und der Toreinfahrt unter Denkmalschutz stehende Villa ist ein zweigeschossiges Landhaus mit einem hohen, kaum ausgebauten Ziegel-Walmdach.
Die symmetrisch ausgebildete Straßenansicht zeigt einen polygonalen Eingangsvorbau mit einer Freitreppe und einem Mansarddach. Darüber befindet sich ein stuckgefasstes liegendes Ovalfenster, im Dach steht dann ein kleiner Dachhecht. Die Fenster werden durch Klappläden eingefasst. In der linken Seitenansicht steht ein viertelrunder, zweigeschossiger Standerker mit „Glasfenstern aus der Bauzeit“ mit einem kleinen Kegelschnittdach. Auf der Gebäuderückseite zeigt eine Veranda zum Garten hin.
Die Putzfassaden werden an den Gebäudekanten durch Eckquaderungen begrenzt. Das Wohnhaus zeigt insgesamt einen zurückhaltenden Neoempirestil, die sparsame Stuckornamentik hat Anklänge an den Jugendstil.
Die Einfriedung ist ein Lattenzaun zwischen verputzten Pfeilern.

## Geschichte
Baumeister Wilhelm Eisold beantragte als „Bauender, Bauleiter und Ausführender“ im Oktober 1907, auf eigenem Grundstück eine Villa nach Entwurf durch Oskar Menzel zu errichten. Die Genehmigung für Haus und Einfriedung erfolgte im Februar 1908, im August 1908 bat der Baumeister Johannes Eisold, jüngster Bruder Wilhelms, um die Baurevision.
Im Jahr 1928 erfolgte in der rechten Seitenansicht des Wohnhauses ein Dachfenstereinbau.